# Japanse Standaardtijd

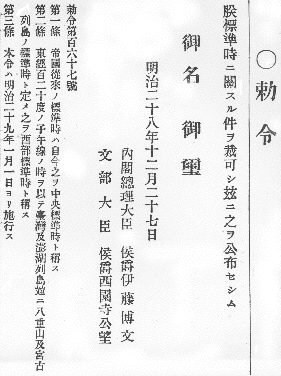
Keizerlijk decreet 167 van 27 december 1895 over de zomertijd

De Japanse Standaardtijd of JST (Japans: 日本標準時 Nihon Hyōjunji of 中央標準時 Chūō Hyōjunji) is de standaard tijdzone van Japan en loopt 9 uur voor op de UTC. Japan hanteert geen zomertijd. De Japanse Standaardtijd werd in de Tweede Wereldoorlog ook aangeduid als Tokyo Standard Time.
Voor de Meijiperiode (1868-1912) hanteerde iedere regio in Japan zijn eigen tijd. Met de aanleg van de spoorlijnen begon dit tot problemen te leiden met de dienstregeling: het tijdsverschil tussen de steden Tokio en Osaka bedraagt al 20 minuten. In 1886 werd bij keizerlijk decreet 51 bepaald dat de Engelse Greenwichtijd het uitgangspunt was en de Japan de tijd zou gebruiken behorend bij de 135e lengtegraad.
Met de annexatie van Taiwan werd de Japanse Tijd hernoemd tot Centrale Standaardtijd (中央標準時, Chūō Hyōjunji) en kreeg Taiwan de Westelijke Standaardtijd (西部標準時, Seibu Hyōjunji), gebaseerd op de 120e lengtegraad.
In 1937 werd de Westelijke Standaardtijd afgeschaft en tot het einde van de Tweede Wereldoorlog volgden de door Japan bezette gebieden de Japanse Standaardtijd.